# Barrage de Sanmenxia
Le barrage de Sanmenxia est un barrage entre le Shanxi et le Henan en Chine sur le fleuve Jaune. Il est associé à une centrale hydroélectrique de 400 MW. Sa construction a débuté en 1957 et s'est terminé en 1960.